# Jerrel Feller
Pour les articles homonymes, voir Feller.
Jerrel Feller (né le 9 juin 1987 à Heemskerk) est un  athlète néerlandais, spécialiste du sprint et du relais.

## Carrière
Feller remporte trois titres nationaux : il est champion des Pays-Bas sur 200 mètres en extérieur en 2012 ainsi que sur la même distance en salle en 2010 et 2013,. Il est sélectionné pour Daegu 2011 et participe comme réserve aux Jeux olympiques de Londres lors du relais 4 x 100 m.

## Recors personnels
| Distance | Temps   | Date             | Lieu           |
| -------- | ------- | ---------------- | -------------- |
| 100 m    | 10,52 s | 1er juillet 2006 | Bergen op Zoom |
| 200 m    | 20,76 s | 17 juin 2012     | Amsterdam      |

## Palmarès
| Année | Compétition                        | Lieu      | Épreuve | Place | Temps   |
| ----- | ---------------------------------- | --------- | ------- | ----- | ------- |
| 2008  | Championnats des Pays-Bas          | Amsterdam | 200m    | 3e    | 21 s 12 |
| 2010  | Championnats des Pays-Bas en salle | Amsterdam | 200 m   | 1er   | 21 s 22 |
| 2011  | Championnats des Pays-Bas          | Amsterdam | 200 m   | 4e    | 21 s 23 |
| 2011  | Championnats des Pays-Bas          | Amsterdam | 100 m   | 6e    | 10 s 70 |
| 2012  | Championnats des Pays-Bas          | Amsterdam | 200 m   | 1er   | 20 s 76 |
| 2013  | Championnats des Pays-Bas en salle | Amsterdam | 200 m   | 1er   | 21 s 21 |
| 2013  | Championnats des Pays-Bas          | Amsterdam | 200 m   | 2e    | 21 s 06 |